# Anisia claripennis
Anisia claripennis là một loài ruồi trong họ Tachinidae.